# Pàvel Jígarev
Pàvel Fiódorovitx Jígarev (rus: Павел Фёдорович Жигарев) (19 de novembre de 1900 - 2 d'octubre de 1963) va ser un comandant militar soviètic, amb grau de Mariscal en Cap de l'Aviació.

## Biografia
Jígarev va néixer en el si d'una família camperola pobra de Rússia. El 1919 va allistar-se a l'Exèrcit Roig, servint al Regiment de Reserva de Cavalleria de Tver, tot i que gairebé no va participar en els combats de la Guerra Civil. Des de 1920 va ser membre del Partit Comunista.
El 1922 va graduar-se a l'Escola de Cavalleria de Tverskaia, exercint com a cap d'un escamot de cavalleria. El 1925 demanà ser traslladat a la Força Aèria Roja, començant els estudis de pilot. El 1927 va graduar-se a l'Escola Militar de Leningrad com a pilot-observador. El 1932 va graduar-se en un post-grau a l'Acadèmia de la Força Aèria Jukovski. El 1933 va ser nomenat cap de l'Estat Major de l'Escola de Pilots d'Aviació.
Entre 1934 i 1936 va comandar diverses unitats d'aviació. Va participar en la Segona Guerra Sinojaponesa al costat de les forces de Chiang Kai-shek, encarregant-se de la defensa aèria i de la formació dels aviadors xinesos amb els avions soviètics.
Poc després de l'inici de la Segona Guerra Mundial, el 29 de juny de 1941, Jígarev va ser nomenat comandant del de la Força Aèria de l'Exèrcit Roig durant el període més difícil de la Gran Guerra Patriòtica. Va participar directament en la planificiació i gestió dels combats de la Força Aèria durant la batalla de Moscou, sent promogut a coronel general el 22 d'octubre de 1941. Al març de 1942 va desestimar la comandància de la Força Aèria Roja; i des de l'abril de 1942 va ser comandant de la Força Aèria del Front de l'Extrem Orient. Des de juny de 1945 va comandar la 10a Força Aèria. L'agost de 1945 les seves tropes van prendre part en la Guerra sovièticojaponesa, enquadrats al 2n Front de l'Extrem Orient a Manjurii, lluitant a Sakhalín i a les illes Kurils.
L'abril del 1946 Jígarev va ser nomenat vicecomandant de les Forces Aèries de la USS. Des de 1948 va ser comandant de l'aviació soviètica de llarg abast. Des de setembre de 1949 és comandant de la Força Aèria Roja, sent promogut a Mariscal d'Aviació el 8 de març de 1953 i a Mariscal en Cap d'Aviació el 3 de novembre de 1956. Des de març de 1955 va ser diputat el Soviet Suprem. Des de gener de 1957 va ser nomenat cap de la Flota Aèria Civil Soviètica. Des de novembre de 1959 va ser cap de l'Acadèmia de Comandament Militar de Defensa Aèria. Entre 1952 i 1961 va ser membre suplent del Comitè Central del Partit Comunista.
Va morir a Moscou i està enterrat al cementiri de Novodévitxi.

## Condecoracions
- Orde de Lenin (2)
- Orde de la Bandera Roja (3)
- Orde de Kutuzov de 1a classe
- Orde de l'Estrella Roja
- Medalla de la defensa de Moscou
- Medalla de la victòria sobre Alemanya en la Gran Guerra Patriòtica 1941-1945
- Medalla per la victòria sobre el Japó